# Huldre (demo)
Huldre er den selvbetitlede debut-EP fra det danske folkmetalband Huldre. Den blev udgivet i den 1. oktober 2010. Alle demoens sange blev udgivet igen på gruppens debutalbum Intet Menneskebarn i 2012. Musikmagasinet GAFFA gav demoen tre ud af seks stjerner.

## Spor
1. "Ulvevinter" - 4:04
2. "Havgus" - 3:48
3. "Skovpolska" - 3:36
4. "Spillemand" - 3:02
5. "Knoglekvad" - 3:35

## Medvirkende
- Bjarne Kristiansen - bas
- Jacob Lund - trommer
- Lasse Olufson  - guitar
- Laura Emilie Beck - violin
- Nanna Barslev - vokal